# Procoeria mesoneura
Procoeria mesoneura là một loài bướm đêm trong họ Noctuidae.